# Бајрампаша
Бајрампаша (тур. Bayrampaşa) је округ у вијалету Истанбул, Турска. Према попсиу из 2020. године било је 274.735 становника. Налази се на европској страни Истанбула.
Бајрампаша је претежно насељена досељеницима са Балкана, простор бивше Југославије, Бугарске и Грчке. Талас миграција је почео 1927. године из Бугарске, а највећи је био педестих и шездесетих година са бошњачким досељеницима. У Бајрампаши живи највећи број Бошњака у Истанбулу, заједно са округом Пендик, процењује се да их је око 200 хиљада. Претежно живе у насељу Јилдирим.

## Насеља
Округ Бајрампаша се састоји од 11 насеља:
| - Алтинтепси - Џеватпаша - Карталтепе - Коџатепе - Муратпаша - Орта | - Јенидоган - Ватан - Теразидере - Исметпаша - Јилдирим |